# Epistolografia

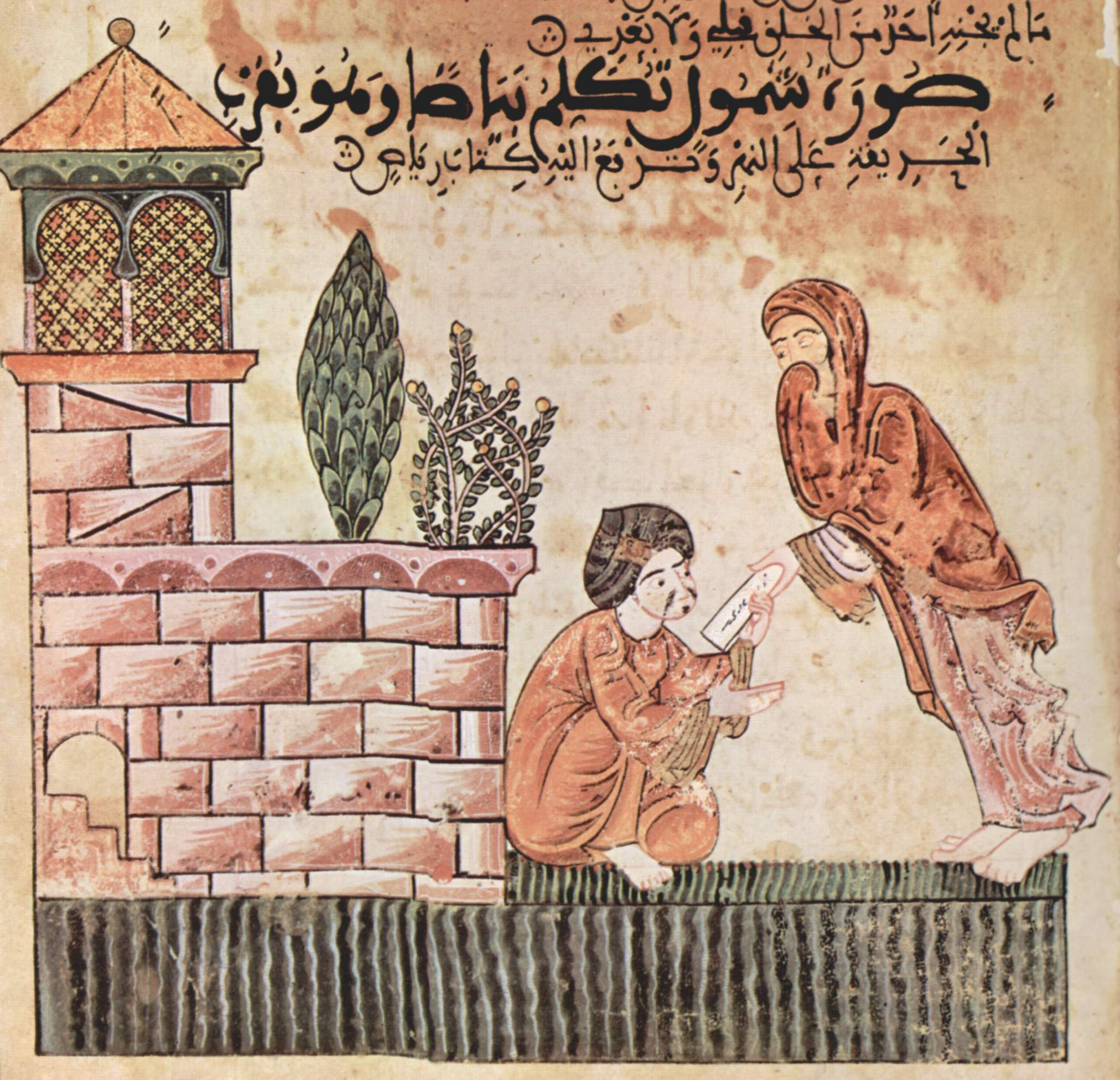
Ilustracja z XIII-wiecznej powieści Hadîth Bayâd wa Riyâd

Epistolografia (łac. epistola < gr. epistolḗ ‘list’, gráphō ‘piszę’) –  1) sztuka pisania listów zgodna z obyczajami panującymi w danej epoce czy środowisku; 2) dział piśmiennictwa zajmujący się listami i ich zbiorami oraz utworami literackimi pisanymi w formie listów.
Zasadniczo epistolografia zajmuje się listami pisanymi w minionych czasach, kiedy to funkcja samego listu odgrywała znacznie większą rolę niż dzisiaj. Listy często były czytane nie tylko przez adresata, ale i udostępniane oficjalnie i za zgodą nadawcy wielu innym osobom, cytowały też fragmenty innych listów i stanowiły rodzaj wymiany informacji będący substytutem prasy. Były także miejscem wyrażania poglądów i dyskusji itp. Jednocześnie wiele z tych listów można uznawać za dzieła z pogranicza literatury. Wszystkie te listy były przechowywane latami, nierzadko przechodząc w postaci całych zbiorów do archiwów, a po latach niektóre zbiory takich listów, z pominięciem fragmentów stricte prywatnych, bywały nawet publikowane w postaci książek.  
Epistolografia zajmuje się także metodami odczytywania i interpretacji listów, gdyż wiele z nich konstruowanych było według bardzo sztywnych i rozbudowanych reguł, a ponadto zawierało treści, które dopiero należało odpowiednio zinterpretować, gdyż mogły zawierać treści nieujęte w sposób bezpośredni lecz, niejako ukryte, które jednak były jednoznacznie zrozumiałe dla współczesnych im czytelników.
Im wcześniejsza epoka historyczna, tym częściej listy posiadały charakter publiczny, a sposoby ich pisania obarczone były sztywniejszymi regułami. Publikowano nawet rozważania filozoficzne i prace naukowe na temat tego, jak powinno pisać się takie listy.